# Goldens Bridge
Goldens Bridge est une census-designated place du comté de Westchester, dans l'État de New York, aux États-Unis. En 2020, elle compte une population de 1 628 habitants.